# オフショア開発
オフショア開発（オフショアかいはつ、英語: offshore development）とは、コスト削減やグローバル人材の活用を目的とし、海外の企業や現地法人にソフトウェア、アプリ、WEBシステムの開発や、それらの運用・保守業務を委託する開発手法。

## 歴史
1970年代から、先進国から知的生産活動を開発途上国に移転し始めた。1980年代に日本企業は、開発費の削減のため、中国に進出した日系企業のシステム支援業務の拡大や中国の国内市場への参入を目指し、中国においてオフショア開発を始めた。その後2006年からは中国、インド、ベトナムなどへの委託が進んで、2013年まで約31.9%の日本企業がオフショア開発を実施した。現在、日本からの主要なオフショア開発の委託先は中国だが、中国の労務費高騰や中国国内需要急増に伴う日本企業向け高度ICT人材の不足などを背景に、インドやベトナム、フィリピン等への委託先の開拓・多様化を進めている。

## 日本企業のオフショア開発の特徴

### 委託中心 - 製造部分
アメリカでは、プロジェクトの上流工程の設計や中流工程の製造がオフショア開発で行われている。しかし、日本では言語上の問題により、成果物の性能を決める上流工程は日本で行い、中流にあるプログラミングを中心とした製造工程を海外に委託している。

### 橋渡し役 - BrSE
日本企業のオフショア開発の特徴として、ブリッジSE（Bridge System Engineer）と呼ばれる人がいる。このブリッジSEは、開発業務を円滑に進めるために、委託日本企業と受託海外企業との橋渡しの役割を担う。
具体的には、委託日本企業から提示された開発に関する資料の確認や、開発日程の交渉や調整などを窓口担当者と行い、また、委託日本企業の開発手法、要求仕様や設計資料の内容、業務知識などをプロジェクトメンバーに伝えるとともに、プロジェクトの進捗管理もする。

## オフショア開発における注意点
オフショア開発を行なっている企業においては、仕様や品質に関するトラブルを防ぐため、注意点として次の3点が挙げられる。

### 外国人とって理解の難しい日本語
長文や分かりにくい否定となる二重否定などを避けた方が良い。

### 曖昧な日本語
日本語は、相手の気持ちを考え、理解に任せであいまいな場合が多いので、外国人にとって理解しづらい。指示対象、程度、参照基準などの曖昧を避けた方が良い。

### 異文化から生じるリスク表現
日本特有な表現となる元号や用語を避けた方が良い。